# Triángulo negro (ufología)

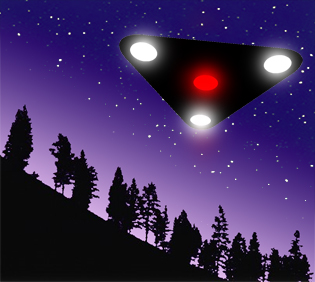
Concepto artístico de un típico objeto triangular negro.

Un triángulo negro es un nombre dado a una serie de objetos voladores no identificados (ovnis) con varias semejanzas comunes que según se informa han sido observadas desde los años 1880 hasta el día presente. El primer registro de un  Ovni Triangular es un avistamiento en Japón por parte de un astrónomo japonés que vio con un telescopio este tipo de nave cruzar sobre la superficie de la Luna, el segundo avistamiento fue  también a fines  del siglo 19 en Estados Unidos, y se hicieron famosos por la popular oleada de ovnis Triangulares en Bélgica en 1990, dónde se fotografiaron éstos objetos claramente. Han aparecido comúnmente en las ciudades de Estados Unidos y Reino Unido, pero han sido descubiertos por todo el mundo, incluyendo una masa de ellos sobre San Petersburgo, Rusia, el 19 de febrero de 1997.
Cientos de observadores han relatado la estancia en el aire de este típico objeto, totalmente silencioso, cruzando a poca altitud sobre las ciudades y carreteras. El objeto es descrito por los observadores asegurando que tenía unas luces de posición brillantes y blancas en la mayoría de los casos. Por lo general estas luces aparecen en cada una de las esquinas del objeto triangular y a veces con una luz roja que es vista en el centro.
A estos objetos se les conoce también por el nombre de Big Black Deltas (BBDs) o Flying Triangles. No se ha encontrado ninguna explicación concluyente para los triángulos negros. Igualmente su origen sigue siendo un misterio.

## Observaciones relatadas
Desconocido para muchos, los ovnis triángulares han sido relatados desde 1880. El número de apariciones de estos objetos triangulares, cuñas o bumeranes ha aumentado radicalmente desde 1990 luego  de la Oleada Belga. Las observaciones relatan objetos claramente visibles sobre áreas densamente pobladas y carreteras, la mayoría sobre Estados Unidos e Inglaterra, así como otras partes del mundo. Una distribución geográfica de observaciones estadounidenses ha sido realizada por una organización actualmente inactiva, el Instituto Nacional para la Ciencia del Descubrimiento; En el año 2002 aseguraron que esos objetos puedan pertenecer a las Fuerzas Aéreas estadounidenses (como el supuesto TR-3A Black Manta); Sin embargo, un informe subsecuente en agosto de 2004 por la misma organización (NIDS), encontró que la masa de observaciones no se producían por los aviones de los proyectos negros, sino que eran totalmente desconocidos.

## Explicación
La explicación más aceptada es que los triángulos negros se tratan de aviones secretos de distintas fuerzas aéreas,  posición discutida por Ufólogos que tienen  los  registros de apariciones en el siglo 19 (1880-1890) cuándo aún no se había desarrollado la Aviación. Las aeronaves cuentan con un gran parecido con aviones con tecnología antirradar como el Lockheed F-117 Nighthawk o el Northrop Grumman B-2 Spirit que debido a sus prestaciones tecnológicas cuentan con una forma triangular.